# Magura (meteorit)
A Magura egy, a királyi Magyarországon hullott vasmeteorit nemzetközi neve. Korábban Árva Magurának is nevezték. Árva vármegyében találták 1840-ben (ma Szlovákia része).

## A vasmeteorit típusa
A Magura IAB típusú vasmeteorit. Szabad szemmel is megfigyelhető grafitszemcséket tartalmaz. Ez a vasmeteorit típus ősi (primitív) kondritos anyagokkal áll rokonságban.

## Külső hivatkozások
- Nemesgázok a Magura vasmeteoritban.
- A magyarországi meteoritok listája.
- A magurai meteoritről a Természettudományi Múzeum adatbáziásban.